# وزغ هالی کراس
وزغ هالی کراس (نام علمی: Notaden bennettii) نام یک گونه از سرده وزغ‌های بیل‌پای استرالیایی است.